# Mitsubishi Fuso
Pour les articles homonymes, voir Fuso.
Mitsubishi Fuso Truck and Bus Corporation ou Mitsubishi Fuso sous sa forme abrégée est un constructeur japonais de poids lourds et d'autobus. Il est la propriété principale du constructeur allemand Daimler AG depuis la fin de l'alliance entre Daimler-Chrysler et Mitsubishi Motors.
En mai 2023, Hino Motors et Mitsubishi Fuso annoncent leur volonté de fusionner leur activité à l'horizon 2024. Peu de temps après cette annonce, il est révélé qu'Hino Motors falsifié ses tests relatifs aux émissions de polluants de ses poids lourds. Cette affaire remet en question la fusion avec Mitsubishi Fuso. En janvier 2025, dans le cadre de cet affaire, Hino Motors est l'objet d'une amende de 1,2 milliard de dollars aux États-Unis. En juin 2025, Hino Motors et Mitsubishi Fuso annoncent de nouveau se mettre d'accord pour fusionner leur activités dans un nouvel ensemble où Toyota et Daimler Truck auront une participation de 25 %, alors que Toyota a une participation de 50,2 % dans Hino Motors et Daimler Truck de 89,3 % dans Mitsubishi Fuso.

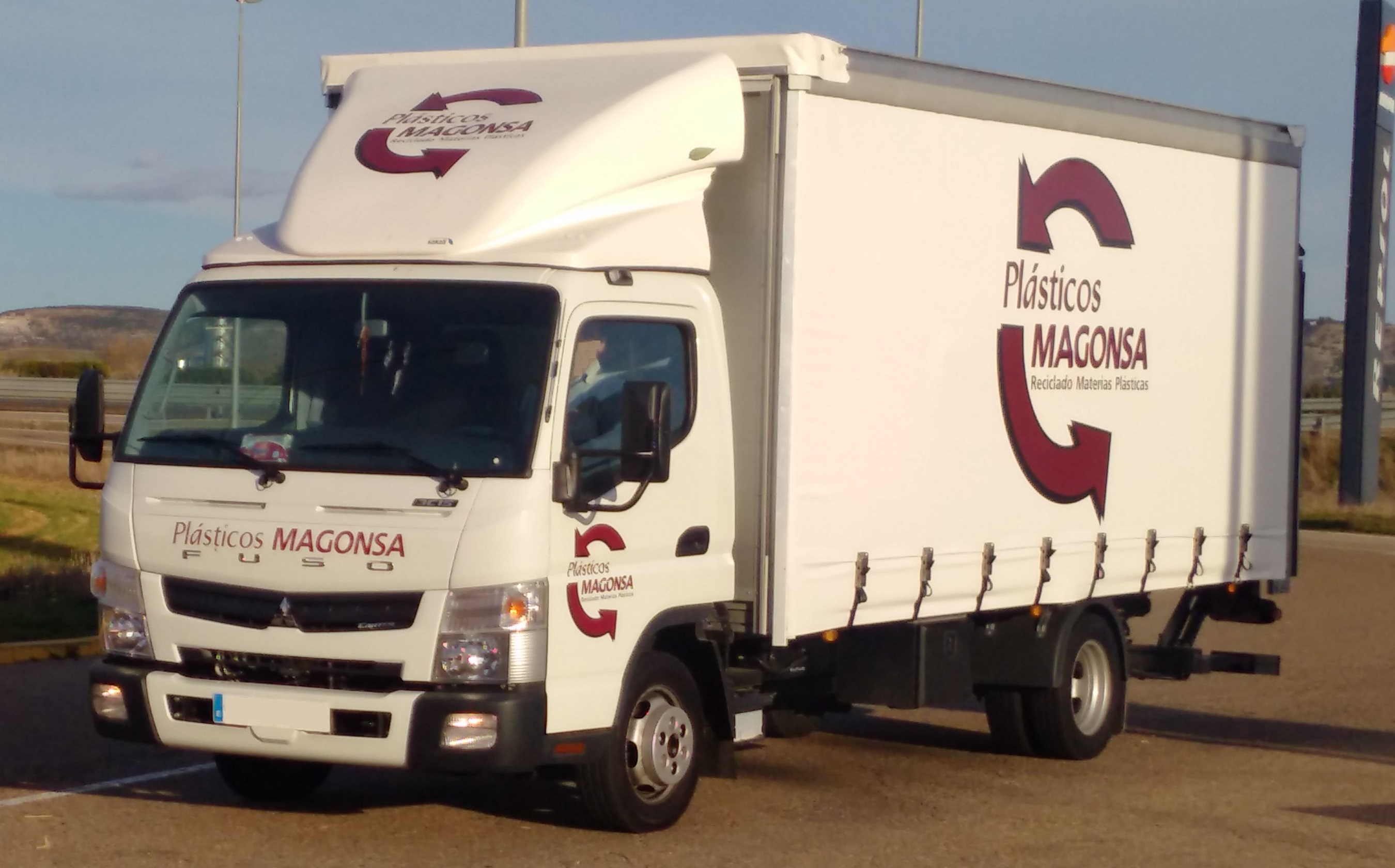
Fuso Canter 3C13, 8e génération.
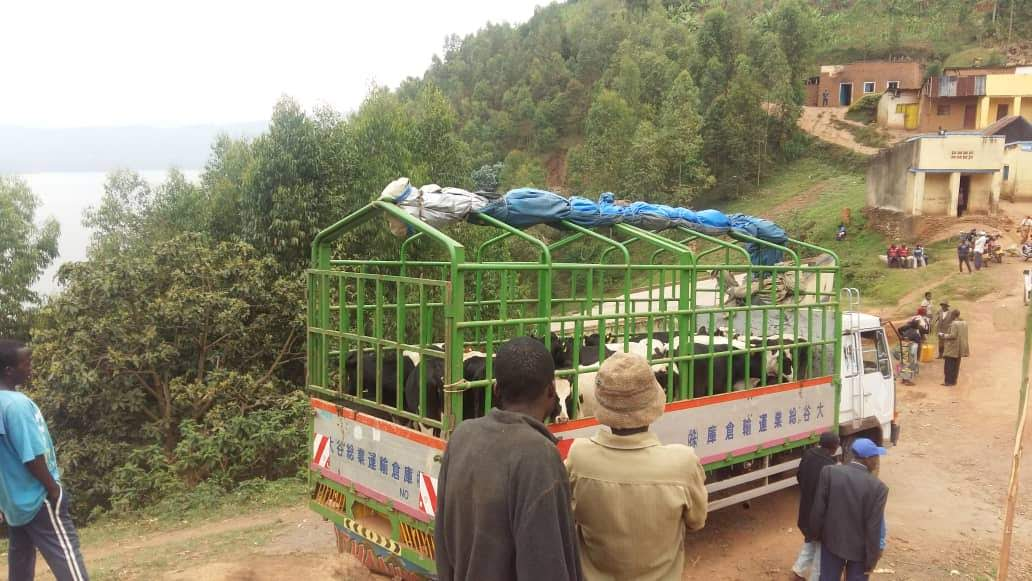
Camion Fuso transportant des vaches au Rwanda.
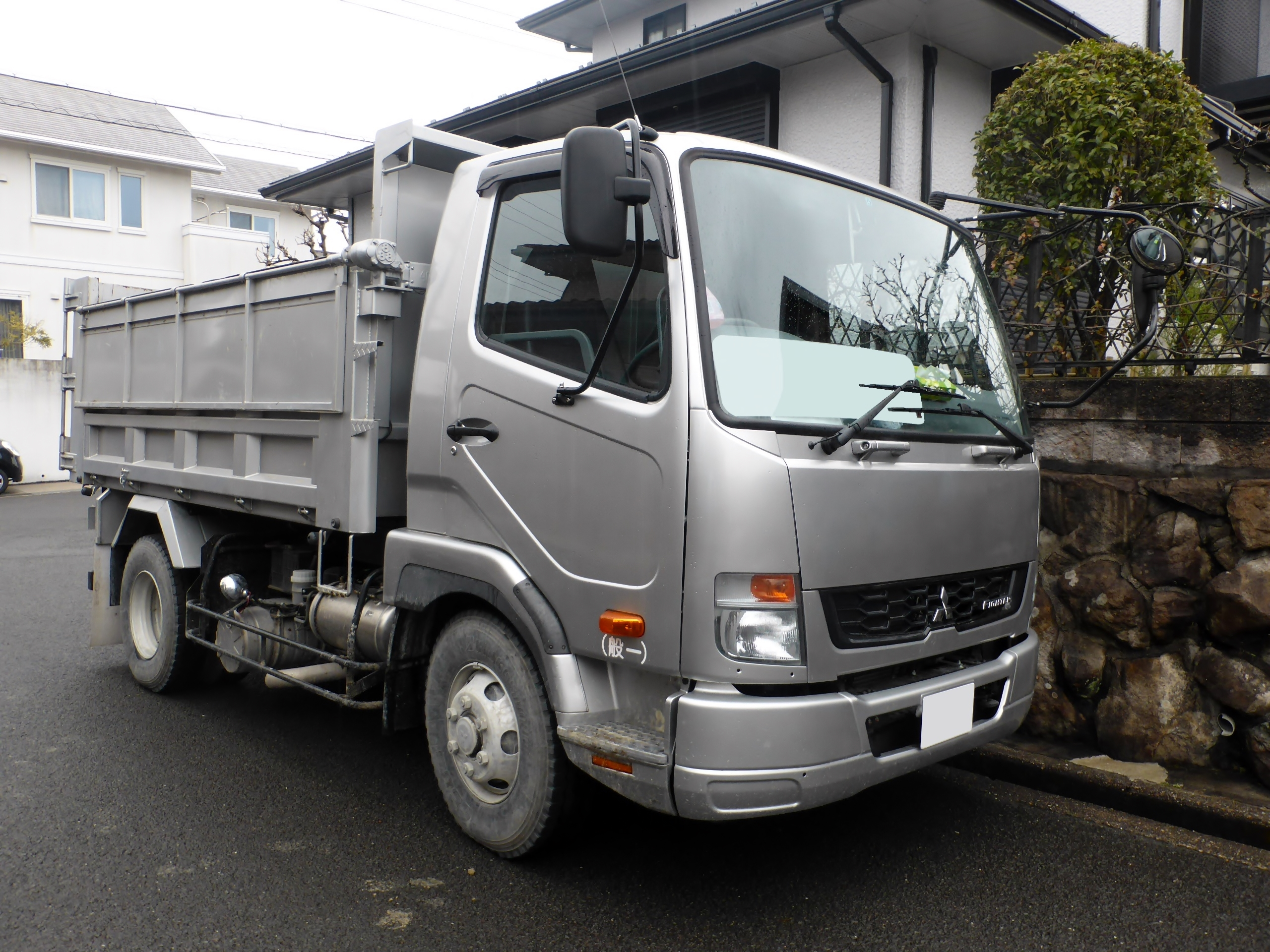
Camion Fuso Fighter de 2e génération.
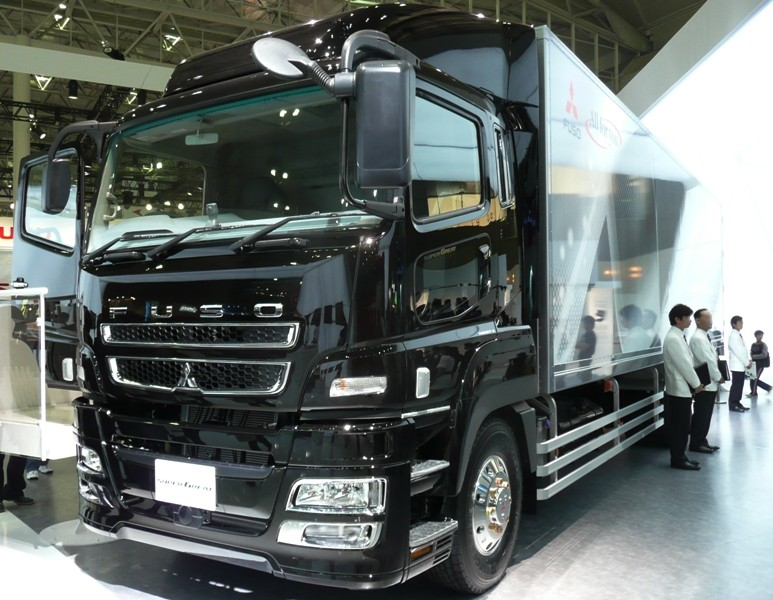
Fuso Super Great.